# Красная молодёжь (организация)
Красная молодёжь (нидерл. Rode Jeugd) — нидерландская леворадикальная организация марксистско-ленинского толка, созданная в 1967 г. В момент своей наибольшей активности имела 120 членов.

## Организация
Группа начала формироваться вокруг издаваемого с 1966 г. прокитайским движением «Красный флаг» (нидерл. Rode Vlag beweging) журнала «Красная молодёжь» (нидерл. De Rode Jeugd), но уже на следующий год она выделилась в самостоятельную организацию, чьим национальным секретарем стал Люсьен ван Хойсель.
Сразу после своего появления Красная молодёжь разделилась на два течения: леворадикальное, бравшее вооружённый путь Фракции Красной Армии по свержению капитализма в качестве примера для подражания и экономическое, ставившее во главу угла социально-экономическую борьбу.
После конгресса Красной молодёжи в 1971 г., течение экономистов, концентрировавшееся в основном в Амстердаме и Кампене, определив остальной состав организации как фашистов и террористов, вышло из организации и создало Красную молодёжь (марксистско-ленинскую).
После этого раскола Красная молодёжь оказалась полностью в руках сторонников партизанской войны. Небольшая группа из 15 членов посетила Южный Йемен, где прошла подготовку в лагере Народного фронта освобождения Палестины. Они встретились там с несколькими членами Фракции Красной Армии, которые посчитали голландских новичков еще непригодным для участия в вооружённых столкновениях.
Затем Красная молодёжь провела несколько акций, в том числе серию взрывов, в основном в Эйндховене. В сентябре 1972 г. был взорван автомобиль эйндховенского комиссара полиции и дом мэра. Тем не менее никто при этом не пострадал. После этих акций был арестован и приговорен за хранение оружия и взрывчатых веществ к двум годам тюремного заключения Люсьен ван Хойсель.
Часть Красной молодёжи, «Красная помощь» (нидерл. Rode Hulp), оказывала помощь и проводила акции протеста в поддержку политических заключенных Красного фронта сопротивления и Фракции Красной Армии.